# Шервуд (Мічиган)
Шервуд (англ. Sherwood) — селище (англ. village) в США, в окрузі Бранч штату Мічиган. Населення — 285 осіб (2020).

## Географія
Шервуд розташований за координатами 41°59′58″ пн. ш. 85°14′22″ зх. д. / 41.99944° пн. ш. 85.23944° зх. д. (41.999559, -85.239424).  За даними Бюро перепису населення США в 2010 році селище мало площу 2,55 км², уся площа — суходіл.

## Демографія
Згідно з переписом 2010 року, у селищі мешкало 309 осіб у 106 домогосподарствах у складі 77 родин. Густота населення становила 121 особа/км².  Було 128 помешкань (50/км²).
Расовий склад населення:
| - 95,1 % — білих - 3,6 % — корінних американців - 0,6 % — чорних або афроамериканців |

До двох чи більше рас належало 0,6 %. Частка іспаномовних становила 0,3 % від усіх жителів.
За віковим діапазоном населення розподілялося таким чином: 23,9 % — особи молодші 18 років, 64,1 % — особи у віці 18—64 років, 12,0 % — особи у віці 65 років та старші. Медіана віку мешканця становила 39,2 року. На 100 осіб жіночої статі у селищі припадало 102,0 чоловіків;  на 100 жінок у віці від 18 років та старших — 111,7 чоловіків також старших 18 років.
Середній дохід на одне домашнє господарство  становив 43 144 долари США (медіана — 40 000), а середній дохід на одну сім'ю — 46 092 долари (медіана — 41 000). За межею бідності перебувало 31,1 % осіб, у тому числі 33,3 % дітей у віці до 18 років та 12,9 % осіб у віці 65 років та старших.
Цивільне працевлаштоване населення становило 117 осіб. Основні галузі зайнятості: виробництво — 31,6 %, мистецтво, розваги та відпочинок — 12,8 %, освіта, охорона здоров'я та соціальна допомога — 11,1 %.